# 吳繼志
吳繼志，字子善，琉球國第二尚氏王朝時期中山人，本草學者。
吳繼志從1781年開始收集琉球各島的植物，將標本與圖畫送至清朝学者鑒定與請教，到1785年，著成《質問本草》。全書内外篇各四卷，附錄一卷，收錄一百六十種藥材圖鑒。